# Microdon marceli
Microdon marceli är en tvåvingeart som beskrevs av Charles Howard Curran 1936. Microdon marceli ingår i släktet myrblomflugor, och familjen blomflugor. Inga underarter finns listade i Catalogue of Life.